# Seguros Bolívar Open Medellín 2010
Il Seguros Bolívar Open Medellín 2010 è un torneo professionistico di tennis maschile giocato sulla terra rossa, che faceva parte dell'ATP Challenger Tour 2010. Si è giocato ad Medellín in Colombia dal 1° al 7 novembre 2010.

## Partecipanti

### Teste di serie
| Nazionalità | Giocatore               | Ranking* | Testa di serie |
| ----------- | ----------------------- | -------- | -------------- |
| Argentina   | Horacio Zeballos        | 77       | 1              |
| Argentina   | Carlos Berlocq          | 80       | 2              |
| Argentina   | Brian Dabul             | 86       | 3              |
| Portogallo  | Rui Machado             | 95       | 4              |
| Brasile     | João Souza              | 101      | 5              |
| Kazakistan  | Jurij Ščukin            | 129      | 6              |
| Cile        | Nicolás Massú           | 142      | 7              |
| Spagna      | Daniel Muñoz de la Nava | 146      | 8              |

- Ranking al 25 ottobre 2010.

### Altri partecipanti
Giocatori che hanno ricevuto una wild card:
- Alejandro González
- Eric Nunez
- Eduardo Struvay
- Martín Vassallo Argüello

Giocatori passati dalle qualificazioni:
- Andrea Arnaboldi
- Axel Michon
- Gianluca Naso
- Eladio Ribeiro Neto

## Campioni

### Singolare
Marcos Daniel ha battuto in finale  Juan Sebastián Cabal con il punteggio di 6–3, 7–5

### Doppio
Juan Sebastián Cabal /  Robert Farah hanno battuto in finale  Franco Ferreiro /  André Sá con il punteggio di 6–3, 7–5